# Ute på vischan
Ute på vischan är en country-dansbandslåt, skriven av den svenske musikern och låtskrivaren Eddie Meduza och inspelad av honom på albumet Dårarnas julafton 1988. Texten är skriven i första person, pluralis, och handlar om julfirande ute på landsbygden.

## Original och cover
Låten finns inspelad i två versioner av upphovsmannen Eddie Meduza, den ena och den andra släppt 1997.
I originalversionen använder Eddie sin pseudonym Börje Lundin som sångare, även Sven Lundins röst förekommer i låten, dock inte sjungande.
Det svenska dansbandet Lasse Stefanz tolkade 2001 sången på bandets julalbum I tomteverkstan. Deras inspelning låg även på Svensktoppen i fyra veckor under perioden 8 december 2001-19 januari 2002, med femteplats som bästa placering på den listan innan den lämnade Svensktoppen.